# Macornay
Macornay is een gemeente in het Franse departement Jura (regio Bourgogne-Franche-Comté). De plaats maakt deel uit van het arrondissement Lons-le-Saunier. Macornay telde op 1 januari 2022 1.027 inwoners. 

## Geografie
De oppervlakte van Macornay bedroeg op 1 januari 2022 4,6 vierkante kilometer; de bevolkingsdichtheid was toen 223,3 inwoners per km².

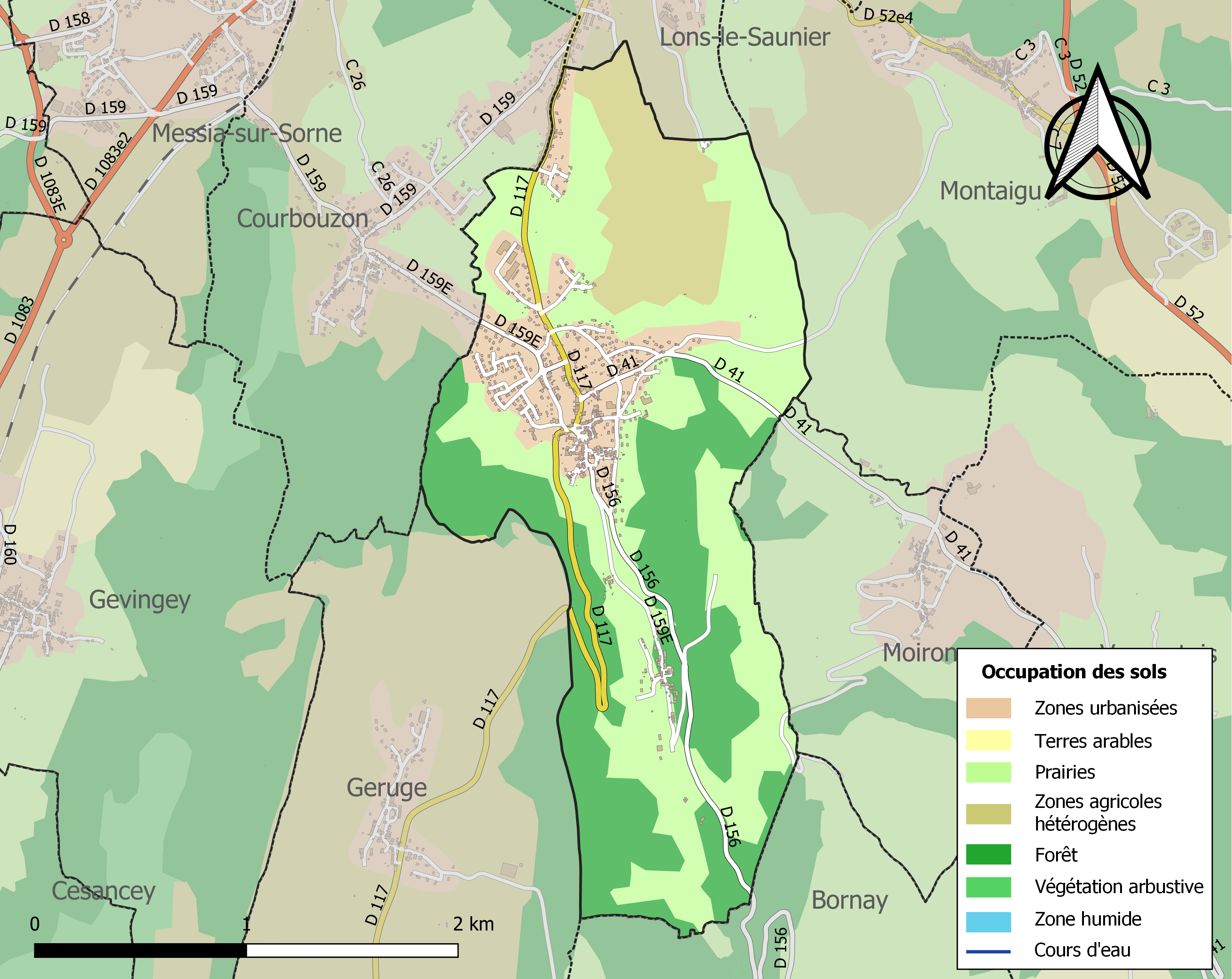
Kaart van de gemeente met de belangrijkste infrastructuur, bodemgebruik en omliggende gemeenten

## Demografie
Onderstaande figuur toont het verloop van het inwonertal (bron: INSEE-tellingen).